# Epicypta nigrobasis
Epicypta nigrobasis är en tvåvingeart som först beskrevs av Dziedzicki 1923.  Epicypta nigrobasis ingår i släktet Epicypta och familjen svampmyggor. Inga underarter finns listade i Catalogue of Life.